# Espostoopsis
Espostoopsis (лат.) — монотипный род суккулентных растений семейства Кактусовые (Cactaceae). На 2023 год, включает один вид — Espostoopsis dybowskii. Эндемик Бразилии (Баия), растет в основном в сезонно засушливом тропическом биоме.

## Название
Родовое латинское название Espostoopsis, происходит от Espostoa — Эспостоя и греч. -opsis — «похожий».
Видовой латинский эпитет dybowskii был дан в честь ботаника и агронома Жана Дыбовского (Jean Thadée Emmanuel Dybowski, 1856—1928).

## Описание
Espostoopsis dybowskii — кустарниковидное растение, образующее несколько прямостоячих неразветвленных стеблей высотой 2-4 м. Стебли цилиндрические, приблизительно 8 см в диаметре, полностью затеняемые белыми волосками. Ребра многочисленные (20-28) и низкие. Ареолы покрыты желтоватой шерстью и обильными белыми волосками. Радиальные колючки многочисленные, короткие и тонкие, спрятанные в ареолярных волосках. Цветки ночные, коротко трубчато-колокольчатые, белые, до 4 см длиной. Плоды широкояйцевидные, почти голые, бледно-розовые с белой мякотью и диаметром 2,5 см. Семена черные, овальные или грушевидные, шероховатые и бугорчатые.

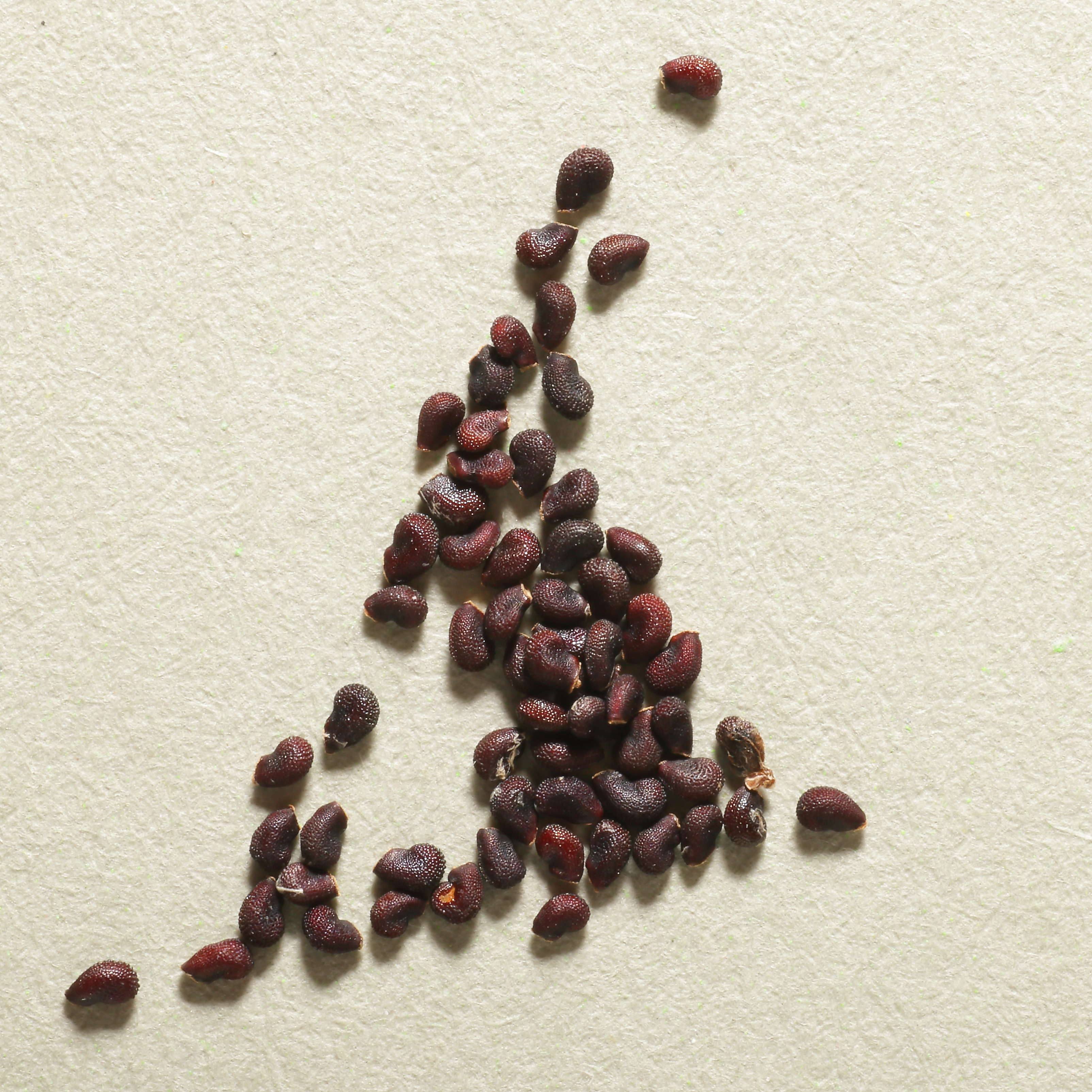
Семена

## Таксономия
Espostoopsis (Rol.-Goss.) Buxb., первое упоминание в Kakteen 38-39, Gen. CVa (1968).

### Синонимы (рода)
Гетеротипные (основанные на разных номенклатурных типах):
- Gerocephalus F.Ritter (1968)

### Виды
По данным сайта Plants of the World Online на 2023 год, род включает один подтвержденный вид:
- Espostoopsis dybowskii (Rol.-Goss.) Buxb.

#### Синонимы (вида)
Гомотипные (основанные на одном и том же номенклатурном типе):
- Austrocephalocereus dyhowskii (Rol.-Goss.) Backeb. (1951)
- Cephalocereus dybowskii (Rol.-Goss.) Britton & Rose (1920)
- Cereus dybowskii Rol.-Goss. (1909)
- Coleocephalocereus dybowskii (Rol.-Goss.) F.H.Brandt (1981)
- Gerocephalus dybowskii (Rol.-Goss.) F.Ritter (1968)